# Премия Гильдии киноактёров США за лучшую мужскую роль второго плана
Премия Гильдии киноактёров США за лучшую мужскую роль второго плана — награда Гильдии киноактёров США, присуждаемая ежегодно с 1995 года.

## Лауреаты и номинанты
Здесь приведён полный список номинантов и лауреатов.
| Лауреаты выделены отдельным цветом. |

### 1995—1999
| 1995                     | |
| Лауреат                  | Номинанты |
| - Мартин Ландау «Эд Вуд» | - Сэмюэл Л. Джексон «Криминальное чтиво» - Чезз Палминтери «Пули над Бродвеем» - Гэри Синиз «Форрест Гамп» - Джон Туртурро «Телевикторина» |

| 1996                     | |
| Лауреат                  | Номинанты |
| - Эд Харрис «Аполлон-13» | - Кевин Бэйкон «Убийство первой степени» - Кеннет Брана «Отелло» - Дон Чидл «Дьявол в голубом платье» - Кевин Спейси «Подозрительные лица» |

| 1997                                     | |
| Лауреат                                  | Номинанты |
| - Кьюба Гудинг-младший «Джерри Магуайер» | - Хэнк Азариа «Клетка для пташек» - Нейтан Лейн «Клетка для пташек» - Уильям Мейси «Фарго» - Ноа Тейлор «Блеск» |

| 1998                                  | |
| Лауреат                               | Номинанты |
| - Робин Уильямс «Умница Уилл Хантинг» | - Билли Коннолли «Миссис Браун» - Энтони Хопкинс «Амистад» - Грег Киннир «Лучше не бывает» - Бёрт Рейнольдс «Ночи в стиле буги» |

| 1999                              | |
| Лауреат                           | Номинанты |
| - Роберт Дюваль «Гражданский иск» | - Джеймс Коберн «Скорбь» - Дэвид Келли «Сюрприз старины Неда» - Джеффри Раш «Влюблённый Шекспир» - Билли Боб Торнтон «Простой план» |

### 2000—2009
| 2000                             | |
| Лауреат                          | Номинанты |
| - Майкл Кейн «Правила виноделов» | - Крис Купер «Красота по-американски» - Том Круз «Магнолия» - Майкл Кларк Дункан «Зелёная миля» - Хэйли Джоэл Осмент «Шестое чувство» |

| 2001                            | |
| Лауреат                         | Номинанты |
| - Альберт Финни «Эрин Брокович» | - Джефф Бриджес «Претендент» - Уиллем Дефо «Тень вампира» - Гэри Олдмен «Претендент» - Хоакин Феникс «Гладиатор» |

| 2002                                               | |
| Лауреат                                            | Номинанты |
| - Иэн Маккеллен «Властелин колец: Братство кольца» | - Джим Бродбент «Айрис» - Хейден Кристенсен «Жизнь как дом» - Итан Хоук «Тренировочный день» - Бен Кингсли «Сексуальная тварь» |

| 2003                                          | |
| Лауреат                                       | Номинанты                                                                                          |
| - Кристофер Уокен «Поймай меня, если сможешь» | - Крис Купер «Адаптация» - Эд Харрис «Часы» - Альфред Молина «Фрида» - Деннис Куэйд «Вдали от рая» |

| 2004                              | |
| Лауреат                           | Номинанты |
| - Тим Роббинс «Таинственная река» | - Алек Болдуин «Тормоз» - Крис Купер «Фаворит» - Бенисио дель Торо «21 грамм» - Кэн Ватанабэ «Последний самурай» |

| 2005                                 | |
| Лауреат                              | Номинанты |
| - Морган Фримен «Малышка на миллион» | - Томас Хейден Чёрч «На обочине» - Джейми Фокс «Соучастник» - Джеймс Гарнер «Дневник памяти» - Фредди Хаймор «Волшебная страна» |

| 2006                     | |
| Лауреат                  | Номинанты |
| - Пол Джаматти «Нокдаун» | - Дон Чидл «Столкновение» - Джордж Клуни «Сириана» - Мэтт Диллон «Столкновение» - Джейк Джилленхол «Горбатая гора» |

| 2007                         | |
| Лауреат                      | Номинанты |
| - Эдди Мёрфи «Девушки мечты» | - Алан Аркин «Маленькая мисс Счастье» - Леонардо Ди Каприо «Отступники» - Джеки Эрл Хейли «Как малые дети» - Джимон Хонсу «Кровавый алмаз» |

| 2008                                    | |
| Лауреат                                 | Номинанты |
| - Хавьер Бардем «Старикам тут не место» | - Кейси Аффлек «Как трусливый Роберт Форд убил Джесси Джеймса» - Хэл Холбрук «В диких условиях» - Томми Ли Джонс «Старикам тут не место» - Том Уилкинсон «Майкл Клейтон» |

| 2009                                     | |
| Лауреат                                  | Номинанты |
| - Хит Леджер (посмертно) «Тёмный рыцарь» | - Джош Бролин «Харви Милк» - Роберт Дауни-младший «Солдаты неудачи» - Филип Сеймур Хоффман «Сомнение» - Дев Патель «Миллионер из трущоб» |

### 2010—2019
| 2010                                 | |
| Лауреат                              | Номинанты |
| - Кристоф Вальц «Бесславные ублюдки» | - Мэтт Деймон «Непокоренный» - Вуди Харрельсон «Посланник» - Кристофер Пламмер «Последнее воскресение» - Стэнли Туччи «Милые кости» |

| 2011                   | |
| Лауреат                | Номинанты |
| - Кристиан Бейл «Боец» | - Джон Хоукс «Зимняя кость» - Джереми Реннер «Город воров» - Марк Руффало «Детки в порядке» - Джеффри Раш «Король говорит!» |

| 2012                             | |
| Лауреат                          | Номинанты |
| - Кристофер Пламмер «Начинающие» | - Кеннет Брана «7 дней и ночей с Мэрилин» - Арми Хаммер «Дж. Эдгар» - Джона Хилл «Человек, который изменил всё» - Ник Нолти «Воин» |

| 2013                        | |
| Лауреат                     | Номинанты |
| - Томми Ли Джонс «Линкольн» | - Алан Аркин «Операция „Арго“» - Хавьер Бардем «007: Координаты «Скайфолл» - Роберт Де Ниро «Мой парень — псих» - Филип Сеймур Хоффман «Мастер» |

| 2014                                        | |
| Лауреат                                     | Номинанты |
| - Джаред Лето «Далласский клуб покупателей» | - Бархад Абди «Капитан Филлипс» - Даниэль Брюль «Гонка» - Майкл Фассбендер «12 лет рабства» - Джеймс Гандольфини (посмертно) «Довольно слов» |

| 2015                           | |
| Лауреат                        | Номинанты                                                                                                  |
| - Дж. К. Симмонс «Одержимость» | - Роберт Дюваль «Судья» - Итан Хоук «Отрочество» - Эдвард Нортон «Бёрдмэн» - Марк Руффало «Охотник на лис» |

| 2016                            | |
| Лауреат                         | Номинанты |
| - Идрис Эльба «Безродные звери» | - Кристиан Бейл «Игра на понижение» - Марк Райлэнс «Шпионский мост» - Джейкоб Трамбле «Комната» - Майкл Шеннон «99 домов» |

| 2017                          | |
| Лауреат                       | Номинанты |
| - Махершала Али «Лунный свет» | - Джефф Бриджес «Любой ценой» - Хью Грант «Флоренс Фостер Дженкинс» - Дев Патель «Лев» - Лукас Хеджес «Манчестер у моря» |

| 2018                                                     | |
| Лауреат                                                  | Номинанты |
| - Сэм Рокуэлл «Три билборда на границе Эббинга, Миссури» | - Уиллем Дефо «Проект „Флорида“» - Ричард Дженкинс «Форма воды» - Стив Карелл «Битва полов» - Вуди Харрельсон «Три билборда на границе Эббинга, Миссури» |

| 2019                            | |
| Лауреат                         | Номинанты |
| - Махершала Али «Зелёная книга» | - Ричард Э. Грант «Сможете ли вы меня простить?» - Адам Драйвер «Чёрный клановец» - Тимоти Шаламе «Красивый мальчик» - Сэм Эллиотт «Звезда родилась» |

### 2020—наст. время
| 2020                              | |
| Лауреат                           | Номинанты |
| - Брэд Питт «Однажды в Голливуде» | - Аль Пачино «Ирландец» - Джо Пеши «Ирландец» - Джейми Фокс «Просто помиловать» - Том Хэнкс «Прекрасный день по соседству» |

| 2021                                  | |
| Лауреат                               | Номинанты |
| - Дэниел Калуя «Иуда и чёрный мессия» | - Саша Барон Коэн «Суд над чикагской семёркой» - Чедвик Боузман (посмертно) «Пятеро одной крови» - Джаред Лето «Дьявол в деталях» - Лесли Одом мл. «Одна ночь в Майами» |

| 2022                                          | |
| Лауреат                                       | Номинанты |
| - Трой Коцур «CODA: Ребёнок глухих родителей» | - Бен Аффлек «Нежный бар» - Брэдли Купер «Лакричная пицца» - Джаред Лето «Дом Гуччи» - Коди Смит-Макфи «Власть пса» |

| 2023                              | |
| Лауреат                           | Номинанты |
| - Куан Ке Хюи «Всё везде и сразу» | - Пол Дано «Фабельманы» - Брендан Глисон «Банши Инишерина» - Барри Кеоган «Банши Инишерина» - Эдди Редмэйн «Добрый медбрат»                 |
| 2024                              | |
| Лауреат                           | Номинанты |
| - Роберт Дауни мл. «Оппенгеймер»  | - Стерлинг К. Браун «Американское чтиво» - Райан Гослинг «Барби» - Уиллем Дефо «Бедные-несчастные» - Роберт Де Ниро «Убийцы цветочной луны» |

| 2025                            | |
| Лауреат                         | Номинанты |
| - Киран Калкин «Настоящая боль» | - Джонатан Бейли «Злая: Сказка о ведьме Запада» - Юра Борисов «Анора» - Эдвард Нортон «Боб Дилан: Никому не известный» - Джереми Стронг «Ученик. Восхождение Трампа» |

## Статистика

### Многократные номинанты
В таблицах полужирным золотым шрифтом отмечены годы побед.
| 3 номинации            | 3 номинации      |
| ---------------------- | ---------------- |
| • Крис Купер           | 2000, 2003, 2004 |
| • Джаред Лето          | 2014, 2021, 2022 |
| • Уиллем Дефо          | 2001, 2018, 2024 |
| 2 номинации            |                  |
| • Эд Харрис            | 1996, 2003       |
| • Дон Чидл             | 1996, 2006       |
| • Кеннет Брана         | 1996, 2012       |
| • Джеффри Раш          | 1999, 2011       |
| • Роберт Дюваль        | 1999, 2015       |
| • Джефф Бриджес        | 2001, 2017       |
| • Итан Хоук            | 2002, 2015       |
| • Джейми Фокс          | 2005, 2020       |
| • Алан Аркин           | 2007, 2013       |
| • Хавьер Бардем        | 2008, 2013       |
| • Томми Ли Джонс       | 2008, 2013       |
| • Филип Сеймур Хоффман | 2009, 2013       |
| • Дев Патель           | 2009, 2017       |
| • Роберт Дауни мл.     | 2009, 2024       |
| • Кристофер Пламмер    | 2010, 2012       |
| • Вуди Харрельсон      | 2010, 2018       |
| • Марк Руффало         | 2011, 2015       |
| • Кристиан Бейл        | 2011, 2016       |
| • Роберт Де Ниро       | 2013, 2024       |
| • Эдвард Нортон        | 2015, 2025       |
| • Махершала Али        | 2017, 2019       |

### Другие достижения
Фильмы с наибольшим количеством номинаций за лучшую мужскую роль второго плана (указан год проведения церемонии):
- «Клетка для пташек» (1997) — 2 номинации
- «Претендент» (2001) — 2 номинации
- «Столкновение» (2006) — 2 номинации
- «Старикам тут не место» (2008) — 2 номинации
- «Три билборда на границе Эббинга, Миссури» (2018) — 2 номинации
- «Ирландец» (2020) — 2 номинации
- «Банши Инишерина» (2023) — 2 номинации

Самый старый лауреат:
- Кристофер Пламмер (2012) — 82 года

Самый старый номинант:
- Роберт Дюваль (2015) — 83 года

Самый молодой лауреат:
- Хит Леджер (2009, посмертно) — 28 лет

Самый молодой номинант:
- Джейкоб Трамбле (2016) — 9 лет